# 沈野
沈野，本名沈光秀，1938年11月18日—2010年6月9日），原籍廣東潮安，生於潮安縣彩塘鎮華美鄉。曾任台灣記者、編輯、作家、政治時事評論員，著有《月是異鄉明》等書。曾任中國電視公司廣告部副理、亞洲電視總顧問等高階管理職。因腎衰竭病逝於臺北市，葬於北投愛物園。

## 媒體生涯
1970年代，沈野曾在中視擔任節目部製作人、廣告部副理等職，在中視製作2個社教節目《中國人的手》、《生活的藝術》。
1979年，沈野參與創辦《疾風》雜誌。
1986年，沈野自行創辦獨家出版社與《獨家報導周刊》，並在《獨家報導周刊》主筆〈沈野風雷〉專欄。
1999年，因當時香港亞洲電視董事長林百欣因台北大學特定區開發弊案而滯留在台，結識同為潮州鄉里之沈野，並用其為亞視總顧問，他在任期間，曾為一向收視不振的亞視帶來起色，在亞視新聞方面，除了邀請友人章台生（原為華視新聞主播）空降為新聞部總監，改採台灣電視新聞編採方法外，更大膽突破，起用藝人朱慧珊及何守信為新聞報導員（事實上，何守信早在1960年代末，曾出任無綫新聞主播），且使用宣傳口號“亞視新聞 深入明快”，並更改部分新聞節目的片頭音樂，引起香港社會廣泛關注；雖然首日收視點大升，但不久打回原形，惹來觀眾對亞視新聞公信力的質疑，劣評如潮；雖然一年後曾經進行變革，但最終於2003年被迫放棄。沈野也將台視被行政院新聞局勒令停播的綜藝節目《台灣紅不讓》首度引進香港，並以「亞視不理會台灣政府禁令」為宣傳口號，在本港台首播。而同時引入瓊瑤製作的連續劇《還珠格格》，使其收視一度超越競爭對手無綫電視。

## 家族
沈野之父沈敏，是國民黨政工少將，1950年3月任中華民國第一任金門軍管區行政公署行政長官。
沈野與其妻曲渝青於1967年結婚，一度離婚、但於2010年4月復合，育有長子沈崢與次女沈嶸。曲渝青是已故第1屆中華民國立法委員曲直生的女兒，曾任台視新聞播報員。
沈嶸於美國馬里蘭州立大學東亞文學系畢業，曾任《獨家報導周刊》發行人，也曾是藝人、地下電台主持人、塔羅牌講師、心靈文學作家。

## 璩美鳳光碟事件
於2001年因《獨家報導》報導「璩美鳳偷拍光碟案」，並隨雜誌附贈光碟。光碟內容涉及璩美鳳隱私，致引發風波，造成當事人痛不欲生。璩美鳳狀告《獨家報導》，沈嶸2007年被法院認定涉案重大為主要策劃者之一，而被判入獄，同期間剛上任一週餘的總編輯林家男亦未能脫罪。
臺灣高等法院95年度上更(一)字第189號刑事判決 （页面存档备份，存于）事實欄指出：甲○(沈嶸）為獨家報導雜誌社發行人，基於營利之意圖，決定獨家雜誌第698期零買本隨刊附送該性愛ＶＣＤ、長期訂戶則可用一百元購買，並指示有犯意聯絡之丙○尋找廠商重製該ＶＣＤ，又另行起意同時決定以璩美鳳等人為獨家報導雜誌該第698期專題人物，而親下「情史不斷緋聞纏身慾海無邊政商名流一網打盡」、「床上激情原音呈現」之封面標題，並分別以「宗年」、「王台生」之筆名，獨力撰寫主標題為「我如何取得庚○○通姦ＬＩＶＥＶＣＤ之陰錯陽差篇」等二篇文章，指為「春宮」影片，並影射璩美鳳與男人間之關係複雜，總編輯亦不阻止而予刊出；最高法院（最高法院 96 年度台上字第 506 號刑事判決 （页面存档备份，存于））亦認為沈嶸是一人單獨決定隨刊附送性愛光碟及指示找廠商翻製ＶＣＤ，故沈嶸與剛上任未滿兩周的編輯兩人均有罪。
2010年6月，人在中國大陸的璩美鳳驚聞沈野過世，連續2次驚呼「我的天啊」，一時語塞。璩美鳳說，自沈嶸出獄後，雙方少有聯繫。璩美鳳並說：「我早就放下了，生命那麼短暫，任何事在生命面前都如此渺小。」「人生真的只要平淡平安就好。」

## 獨家報導經營權糾紛
2010年6月7日《獨家報導》爆發經營權糾紛。起因於當時為糖尿病及腎病所苦的沈野因兒子沈崢侵占自己財產官司問題，入院前將發行人的負責權交給當時的資料室主任林博凡（不久後任總編輯）。沈野子女隨即帶人到雜誌社要求林博凡停止代理發行人一職，雜誌社員工出面表示，在拿到員工資遣費前，絕不停刊。事件中，天道盟太陽會行動組以組長林志堅為首的分子亦涉入《獨家報導》經營權糾紛。

## 著作
| 出版日期            | 書名                                 | 出版社         | ISBN                   |
| 1971年初版          | 《野草集》（沈光秀名義）             | 臺灣商務印書館 |                        |
| 1979年初版          | 《飄情集》                           | 皇冠雜誌社     |                        |
| 1993年6月10日第一版 | 《沈野風雷第一集》                   | 獨家出版社     | ISBN 957-9488-00-2     |
| 1994年第一版        | 《沈野風雷第二集：都是李登輝惹的禍》 | 獨家出版社     | ISBN 957-9488-03-7     |
| 1995年初版          | 《沈野風雷第三集：總統叛國？》       | 獨家出版社     | ISBN 957-9488-11-8     |
| 1996年初版          | 《沈野風雷第四集：恨鐵不成鋼》       | 獨家出版社     | ISBN 957-9488-39-8     |
| 1997年初版          | 《沈野風雷第五集：逼上梁山》         | 獨家出版社     | ISBN 957-9488-51-7     |
| 1998年初版          | 《沈野風雷第六集：蠢材治國》         | 獨家出版社     | ISBN 957-9488-67-3     |
| 1999年初版          | 《沈野風雷第七集：民心思變》         | 獨家出版社     | ISBN 957-9488-77-0     |
| 2000年初版          | 《沈野風雷第八集：台海無戰事》       | 獨家出版社     | ISBN 957-9488-82-7     |
| 2001年初版          | 《沈野風雷第九集：誰不肝膽俱裂》     | 獨家出版社     | ISBN 957-9488-86-X     |
| 2002年初版          | 《沈野風雷第十集：賊喊捉賊》         | 獨家出版社     | ISBN 957-9488-92-4     |
| 2003年初版          | 《月是異鄉明：沈野回憶錄》           | 獨家出版社     | ISBN 957-9488-85-1     |
| 2006年初版          | 《月是異鄉明：沈野回憶錄 修正版》    | 獨家出版社     | ISBN 978-986-7513-08-3 |
| 2007年初版          | 《從碧海飛上藍天：張榮發奮鬥史》     | 獨家出版社     | ISBN 986-7513-11-8     |

## 外部連結
- 獨家報導周刊雜誌社（页面存档备份，存于）
- 台灣作家作品目錄資料庫——沈野 （页面存档备份，存于）